# Stephanie Main
Pour les articles homonymes, voir Main (homonymie).
Stephanie Main, née le 20 septembre 1976, est une patineuse artistique britannique. Elle est triple championne de Grande-Bretagne en 1994, 1996 et 1999.

## Biographie

### Carrière sportive
Triple championne de Grande-Bretagne en 1994, 1996 et 1999, elle a participé une fois à des championnats du monde junior (en 1994 à Colorado Springs), deux fois aux championnats d'Europe (en 1994 à Copenhague et 1996 à Sofia) et une fois aux championnats du monde senior (en 1996 à Edmonton). Elle prend à chaque fois des places d'honneur au-delà de la 20e place.
Elle n'a jamais participé aux Jeux olympiques d'hiver lorsqu'elle arrête sa carrière amateur en 2001.

## Palmarès
| Compétition/Saison                  | 1994 | 1995 | 1996 | 1997 | 1998 | 1999 | 2000 | 2001 |
| Jeux olympiques d'hiver             |      |      |      |      |      |      |      |      |
| Championnats du monde               |      |      | 22e  |      |      |      |      |      |
| Championnats d'Europe               | 23e  |      | 27e  |      |      | F    |      |      |
| Championnats de Grande-Bretagne     | 1re  | 3e   | 1re  |      | F    | 1re  | A    | 6e   |
| Championnats du monde juniors       | 24e  |      |      |      |      |      |      |      |
| Légende : F = Forfait ; A = Abandon |      |      |      |      |      |      |      |      |